# Нижній Починок (Міжріченський район)
Нижній Почи́нок (рос. Нижний Починок) — присілок у складі Міжріченського району Вологодської області, Росія. Входить до складу Туровецького сільського поселення.

## Населення
Населення — 1 особа (2010; 4 у 2002).
Національний склад (станом на 2002 рік):
- росіяни — 100 %